# 世界侵略: ロサンゼルス決戦
『世界侵略: ロサンゼルス決戦』（せかいしんりゃく ロサンゼルスけっせん、原題：Battle: Los Angeles、北米以外では『World Invasion: Battle LA』）は、2011年のアメリカのSFアクション映画。PG12指定。
ロサンゼルスに襲来した地球外生命体の軍勢にアメリカ海兵隊が立ち向かうアクション映画。

## ストーリー
世界中の沿岸都市の沖合に複数の流星群のようなものが落下した後、多数の武装したエイリアンが侵略を開始した。流星群の落下したカリフォルニア沖でも武装したエイリアンの軍勢は現れ、ロサンゼルス・サンタモニカの海岸を襲撃する。国家の危機に対処すべくアメリカ軍が動員され、アメリカ海兵隊も出動。海兵隊を辞めようとしていたナンツ二等軍曹にも動員がかかり、臨時の前線拠点でマルティネス少尉が小隊長をつとめる小隊に配属される。
猛攻撃により世界中の各都市が壊滅的な被害を受ける中で、アメリカ軍は敵が航空機を持っていない事に着目しエイリアンに侵略されたサンタモニカの市街地や海岸に対し、空軍が空爆で全てを吹き飛ばす決定が下される。ナンツの所属する小隊には、同地域に取り残されている民間人を空爆までの3時間のうちに捜索・救出する任務が与えられる。
マルティネス少尉とナンツ軍曹の他、過去にナンツ指揮下で兄を失ったロケット伍長、結婚式目前だったハリス伍長ら、10人からなる海兵隊2-5小隊は、民間人5人が救難信号を発したロス西警察署へ向かう。だが、人類が初めて遭遇する攻防戦は、目に見えない敵との接近戦であった。
視界を遮る塵の舞う廃墟での市街戦で、姿の見えない敵の襲撃により一人、また一人と仲間を失っていき、退路も断たれていく。

## キャスト、設定
マイケル・ナンツ二等軍曹
演 - アーロン・エッカート、日本語吹替 - 木下浩之
本作の主人公。某作戦で部下4名（ロケット伍長の兄を含む）を戦死させてしまった過去があり、その心の傷をひきずり実戦を避けて教官になっている。軍を辞めようとしており、地球外生物来襲の前日に「除隊願い」も受理されていたが、地球外生物が来襲し緊急招集がかかり、マルチネス少尉の小隊に編入され任務に赴く。
ウィリアム・マルティネス少尉
演 - ラモン・ロドリゲス、日本語吹替 - 志村知幸
第1海兵師団第5海兵連隊第2大隊（2/5）エコー中隊第1小隊の指揮官。士官学校を首席で卒業し、任官1ヶ月目。今回が実戦初出動。身重の妻がいる。
リー・イムレイ伍長
演 - ウィル・ロスハー
マルチネス少尉の小隊の分隊長。マルチネス少尉曰く、射撃の名手であり指揮経験もある。レニハン一等兵の教育係。
スコット・グレイストン伍長
演 - ルーカス・ティル
イムレイ伍長と同様、射撃の名手であり指揮経験もある。ハリス伍長曰く子どもがいる。物語序盤、敵との交戦で右腕を負傷。
ジェイソン・ロケット伍長
演 - コリー・ハードリクト、日本語吹替 - 咲野俊介
実の兄がナンツの指揮下にあったときに戦死したことでナンツを憎んでいる。
ケヴィン・ハリス伍長
演 - ニーヨ、日本語吹替 - 檀臣幸
結婚式を目前に控えている。黒縁眼鏡が特徴。
ニック・スタヴロー伍長
演 - ジーノ・アンソニー・ペシ
元ワル。乗り捨てられた車両のエンジンを鍵無しでかける技能を持つ。
ピーター・カーンズ上等兵
演 - ジム・パラック
以前の出征時に受けた戦闘ストレスにより、精神科医のカウンセリングを受けていた。
スティーブン・モトウラ上等兵
演 - ジェームズ・ヒロユキ・リャオ
通信担当。アジア系で、ゲレロ上等兵と白人のラップショップを作るのが夢。
ゲレロ上等兵
演 - ニール・ブラウン・Jr.、日本語吹替 - 佐藤せつじ
マルチネス少尉曰く腕の立つ兵士。任務中もよく冗談を言い、モトーラ上等兵とラップショップを作るのが夢。
シモンズ上等兵
演 - テイラー・ハンドリー
物語序盤、敵と交戦。
ショーン・レニハン一等兵
演 - ノエル・フィッシャー
最近小隊に配属された新米。
アドゥクゥ（ドク）海軍衛生下士官
演 - アデトクンボー・マコーマック、日本語吹替 - 西凛太朗
アフリカ系移民で、市民権を得るために海軍に入隊。妹がおり、大切に思っている。
エレナ・サントス空軍技能軍曹
演 - ミシェル・ロドリゲス、日本語吹替 - 朴璐美
攻撃計画を作る情報収集のため戦闘地帯を調査していたが、敵襲を受けて所属部隊が四散して任務に失敗。警察署に向かっていたマルチネス少尉の小隊に合流する。敵が発信する周囲の電子機器を狂わせる程の強力な電波を追っていた。
オズワルド二等軍曹
サントスと共にマルチネス少尉の小隊に合流した陸軍第40歩兵師団の兵士。
ミッシェル
演 - ブリジット・モイナハン、日本語吹替 - 山像かおり
二人の姪と共に警察署に取り残された民間人。獣医。
ジョー・リンコン
演 - マイケル・ペーニャ、日本語吹替 - 間宮康弘
ミッシェル達や息子ヘクターとともに警察署に取り残された民間人。
キルステン
演 - ジョーイ・キング
ミッシェルの姪。警察署に取り残された民間人。
ジョン・ロイ曹長
演 - ジョー・クレスト、日本語吹替 - 青山穣
ナンツの親友で上官。

## 製作
監督のジョナサン・リーベスマンによると、本作は戦争映画のスタイルでエイリアン侵略を描くため、『ブラックホーク・ダウン』『プライベート・ライアン』『ユナイテッド93』からインスピレーションを得ているという。（製作の）モリッツによると本作は「ひとりの戦う海兵隊員の視点で見た世界侵略」に焦点を当てており、脚本のリアリティ（現実味）にこだわったといい「もしエイリアンが侵略してきたら、本当はいったい何が起きるだろう？」と問いかける作品なのだという。
リーベスマンはファルージャで戦う海兵隊のYouTube動画からインスピレーションを得た。監督のリーベスマンは主演のエッカートにそのYoutube動画を見せ、この動画みたいに見える映画にしたい、と言ったという。
その結果ハンドヘルドカメラ・スタイルで撮影された。（なお、観客が画面酔いをすることに配慮して3D撮影のほうは断念された。）
2008年11月、主演はアーロン・エッカートに決まったことが報じられた。
翌2009年9月、R&B歌手のニーヨの出演が決まった。（なお彼が音楽やダンスと関係の無い映画に出演するのは本作が初めてのことである）。
本作品はリアリティにこだわったので、エッカートとロドリゲスは広範囲の訓練を受けた。エッカートは役づくりのために、出演契約を結んだ直後から3週間のブートキャンプに参加し、肉体的訓練を受け、武器についても学び、他にも多くを得た。エッカートによると、そのキャンプの間に出演者たちの間に絆（きずな）ができたという素晴らしい体験をしたといい、それが本作でも表現されたという。
設定上はロサンゼルスを舞台としているが、2009年9月-2010年10月のあいだに行われた実際の撮影は、大半がルイジアナ州のシュリーブポートやバトンルージュに組まれた特設セットにて行われた。
なお本作には、本物の海兵隊員もエキストラとして参加している。

## サウンドトラック
ブライアン・タイラーが本作の音楽を手掛けた。
予告編では、ヨハン・ヨハンソンの "The Sun's Gone Dim And The Sky's Turned Black" が使われていたが、サウンドトラック盤には未収録である。

## 宣伝、公開
- 本作の広報活動も兼ねて、カリフォルニアの海兵隊基地を訪問しカメラ撮影されるアーロン・エッカート（および海兵隊員ら）。（2010年2月15日）
- 本作のPR活動。（2010年7月22日、コミコン 2010にて）
- 本作のPR用にコミコン2010会場に展示されたヘリコプター

本作のワールドプレミア上映は2011年3月11日にアメリカで行われ、翌日3月12日にはアジアパシフィックのプレミア上映が台湾で行われた。ヨーロッパ地域のプレミア上映は4月14日に行われた。ラテンアメリカ地域での一般公開はアルゼンチンで3月10日に始まった。
日本
日本での本作の宣伝のキャッチコピーは「それでも人類は戦うのか。」「映画史に残る2時間ノンストップの銃撃接近戦！」「戦うしか、選択肢はない。」だった。
（アメリカでワールドプレミア上映が行われた日の）2011年3月11日に発生した東北地方太平洋沖地震を受け、ソニー・ピクチャーズ エンタテインメントと興行各社は4月1日に予定されていた日本における公開を10月まで延期すると発表し、その後2011年9月17日の公開を決めた。
興行成績については、丸の内ピカデリー1他全国333スクリーンで公開され、公開3日間の興行収入は2億4000万円。この時点では、配給元のソニーの期待をやや下回るが、最終興収は10億円程度が見込まれ、洋画不振のなかでは健闘という評価だったが、最終的には、7億5000万円と失速し、予想を下回る興行成績に終わった。2011年に日本公開の外国映画の興行収入としては25位だった。

## 評価
2011年3月11日時点でRotten Tomatoesでの評論家は支持率は36%（99名中35名）で、平均点は10点満点中5点である。
『トータル・フィルム』誌、『ラジオ・タイムズ』誌、『シカゴ・トリビューン』誌では5つ星満点で3つ星が与えられている。
日本では、『キネマ旬報』の5点満点の「REVIEW」欄で、北川れい子が「一見の価値あり」の3つ星。2011年のキネマ旬報ベスト・テンの外国映画部門では、西脇英夫が「娯楽性に酔いしれた」と10位の1点を入れた得票で、同点多数の159位だった。
『S-Fマガジン』では、渡辺麻紀が「『ブラックホーク・ダウン』の市街戦をエイリアン相手にやってみた」「エイリアンが姿を見せるまでの緊張感は凄い」と本作を紹介している。

## テレビ放映履歴
| 回数 | 放送日時                           | 放送分数 | 放送局     | 放送枠             | 平均世帯 視聴率 | 吹替版 | 備考 |
| ---- | ---------------------------------- | -------- | ---------- | ------------------ | --------------- | ------ | --- |
| 1    | 2013年11月16日（土） 21:00 - 23:10 | 130      | フジテレビ | 土曜プレミアム     | 9.9%            | DVD版  | |
| 2    | 2015年5月16日（土） 21:00 - 23:20  | 140      | フジテレビ | 土曜プレミアム     | 11.0%           | DVD版  | 当初は『テルマエ・ロマエII』を放送予定だったが、 箱根山（大涌谷）の火山活動活発化の影響に伴い差し替え。 |
| 3    | 2016年8月17日（水） 20:00 - 21:54  | 114      | BSジャパン | シネマクラッシュ   |                 | DVD版  | |
| 4    | 2017年2月27日（月） 13:50 - 15:55  | 125      | テレビ東京 | 午後のロードショー |                 | DVD版  | |
| 5    | 2019年4月7日（日） 21:00 - 22:55   | 115      | BSフジ     | BSフジ4Kシアター   |                 | DVD版  | |
| 6    | 2019年8月18日（日） 21:00 - 22:55  | 115      | BSフジ     | BSフジ4Kシアター   |                 | DVD版  | |
| 7    | 2019年12月27日（金） 21:00 - 22:52 | 112      | フジテレビ | （なし）           | 4.7%            |        | |
| 8    | 2022年6月27日（月） 13:40 - 15:40  | 120      | テレビ東京 | 午後のロードショー | 2.6%            |        | |
| 9    | 2025年5月12日（月） 13:40 - 15:40  | 120      | テレビ東京 | 午後のロードショー |                 |        | |

## 侵略者の設定
流星群にカモフラージュした飛翔体によって、地球へと飛来した謎の地球外生命体。飛翔体は落下前日になるまで観測されず、ハッブル宇宙望遠鏡で観測された形状や大気圏突入時に減速していることから、通常の隕石ではなく何らかの人工物であると推測された。飛翔体はパリや香港など世界各地の12の大都市の沿岸へ相次いで落下し、そこから攻撃が開始されることになった。プロローグにおけるニュース映像内の情報では日本・東京湾にも出現している。侵略目的は不明だが、地球の水を燃料および栄養源として略取するのが目的と劇中で推測されている。
戦力として、体に直接武器や機械を埋め込んだサイボーグのような歩兵や、複数の脚で歩いたりホバークラフトのように浮いて機動する火力支援用兵器、ホバリング機動や空中戦機動が可能な無人機、無人機を管制する移動式の前線司令部などが劇中で確認されている。
本編中では確認できないが、予告編では過去にも同様の侵略者が地球を訪れていたことが示唆されており、1942年2月25日にロサンゼルス上空に未確認飛行物体が出現してアメリカ陸軍が応戦する騒ぎとなった「ロサンゼルスの戦い」と呼ばれる騒動を筆頭に、1965年にブエノスアイレス、1983年にソウル、1991年にロンドンで同様の飛行物体が確認されたとしている。

## ゲーム化
2011年時点で、Saber Interactiveが開発し、コナミが販売する本作のコンピュータゲーム化が予定されていた。PlayStation Network、Xbox LIVE Arcade、Steamで展開される予定だった。アーロン・エッカートも映画と同じ役でゲームに出演する予定。